# Frederik Kragh
Frederik Kragh (født 24. december 1994) er en fodboldspiller, der spiller for den danske 3. divisionsklub Ishøj IF. Frederik Kragh spiller midtstopper. 
Kragh fik sin fodboldopdragelse i Brøndby IF, hvor han i 2004 var med til at vinde DM for lilleput, med den stærke årgang 94.

## Karriere

### FC Roskilde
Frederik Kragh kom til FC Roskilde som U19 spiller, og har opnået 14 kampe (1 mål) for førsteholdet.

### Brønshøj Boldklub
Kragh kom til Brønshøj i marts 2014, hvor han oftest har været på bænken, men har dog opnået 2 kampe i foråret 2014.

### BK Frem
Kragh kom til BK Frem i juli 2014.
Frederik fik debut 13. august 2014 ude mod HIK i DBU pokalen (1-2) Blev udskiftet efter 72 min. 
I divisionen fik han "debut" 16. august 2014 hjemme mod Nykøbing FC (2-1) Spillede hele kampen. Det blev til 11 kampe (1 mål) for førsteholdet. 
Frederik Kragh vendte tilbage til BK Frem i sommeren 2017. Forlod BK Frem i foråret 2018.

### B 1908
Frederik Kragh kom til B 1908 i sommeren 2015 og spillede 27 kampe inden han forlod klubben i sommeren 2016.

### HIK
Kragh kom til HIK i august 2016, men var skadet og fik først sin debut i foråret 2017 (HIK - Jammerbugt 1-1)
Spillede i foråret 2017 i alle 16 divisionskampe for HIK (de 15 som starter)

### Skovshoved IF
Kragh kom til Skovshoved i sommeren 2018, fik debut i 4. august 2018 (2 div. Marienlyst - Skovshoved 1-2)

### B 1908
Frederik Kragh tog tilbage ttil B 1908 i sommeren 2020, men forlod allerede klubben i vinteren 2021, da Avarta ønskede at tilknytte ham, i kampen for overlevelse i divisionerne.

### Avarta
Frederik Kragh kom til Avarta vinteren 2021, da Avarta ønskede at tilknytte ham, i kampen for overlevelse i divisionerne.

### Ishøj IF
Da missionen mislykkedes i Avarta, ønskede Ishøj, fra Danmarksserien, i sommeren 2021, at få Kragh til klubben, da de satsede hårdt på oprykning til 3 division.
Derfor rykkede Kragh til Ishøj IF, hvor missionen, modsat i Avarta, lykkedes, og Ishøj er nu i 3. division stadig med Kragh på holdet.